# Vivere (brano musicale)
Vivere! è una canzone scritta da Cesare Andrea Bixio nel 1937 e pubblicata su etichetta Disco "Grammofono"; il 78 giri uscì, oltre che in Italia, anche nel Regno Unito, Australia, Germania e Paesi Bassi. La canzone fu inserita nell'album del 1954 Tito Schipa (La Voce del Padrone – QBLP 5030).
Il brano fu composto per il film omonimo diretto da Guido Brignone; la canzone, interpretata nella pellicola da Tito Schipa, ebbe un notevole successo.

## Significato
Il brano parla di un uomo lasciato da una donna e che ostenta, con orgoglio macerato dalla gelosia, il piacere e la gioia per la ritrovata libertà.

## Riproposizioni
- Oltre all'interpretazione di Tito Schipa, alcuni tra i grandi cantanti dell'epoca come Beniamino Gigli, Carlo Buti, Luciano Tajoli, Francesco Albanese, Ferruccio Tagliavini, Luciano Virgili, la interpretarono.
- Negli anni '70 fu riproposta e cantata anche da Claudio Villa. Nel 1976 Enzo Jannacci la incluse nell'album O vivere o ridere, in una sua tipica interpretazione parodistica, stonata e antiretorica. Secondo Nando Mainardi si tratta di un'evidente presa in giro delle canzonette che - ieri come oggi - mettono al centro il cuore e l'amore.[1] Il verso finale "perché la vita è bella e la voglio vivere sempre più" viene storpiato in "perché la vita è bella e la voglio vivere senza tu".
- Nel 1984 fu riproposta da Luciano Pavarotti con l'arrangiamento di Henry Mancini nell'album Mamma
- Nel 2021 Mario Venuti la inserisce nell'album Tropitalia (Puntoeacapo – 19/21).